# Porto di Carrara
Il porto di Carrara è uno scalo marittimo della Toscana, specializzato nella movimentazione di pietre naturali. Si trova nella località balneare di Marina di Carrara, nel comune di Carrara, lungo la Riviera Apuana, sul Mar Ligure. All'interno del porto ha sede una Autorità Portuale.

## Storia
Il più antico antecedente diretto del porto di Carrara è il porto della città romana di Luni, fondata nel 177 a.C. La città nasce in posizione sopraelevata rispetto alla costa di 6/7 metri e si estende fino alla riva orientale del fiume Magra. Con questo porto la città acquista valore per lo scalo nel commercio romano verso la Gallia e la Spagna.
A partire da II secolo a.C. il marmo delle Apuane, che fino ad allora non era mai stato menzionato, diventa molto importante per Roma sia per posizione geografica essendo il più vicino sia per le sue ottime qualità. Così facendo si instaurò un fiorente traffico commerciale tra Luni e Roma che ben presto diviene la fortuna economica per la città già nel I secolo a.C.
Per l'estrazione del marmo i blocchi venivano staccati da schiavi e fatti scendere dal monte fino al piano di carico attraverso le lizze, per essere poi trasportati da carri trainati da buoi fino al porto di Luni. Una volta al porto i blocchi venivano caricati su apposite navi costruite per il trasporto del marmo e partivano alla volta di Roma. La rotta di navigazione era tutta sottocosta fino all'altezza del Tevere dove avveniva la risalita per arrivare a Roma. Questo periodo d'oro per il commercio del marmo durò per tutto il periodo di splendore dell'Impero Romano e cessò con le invasioni barbariche. 
Con il passare del tempo alla foce del Magra si formarono tomboli sabbiosi che provocarono l'avanzamento della costa facendo diventare l'intera zona paludosa e spesso soggetta ad epidemie di malaria e di altre malattie. Per tutti questi motivi la città venne piano piano abbandonata e tutta la popolazione si trasferì nella vicina città di Sarzana controllata dai Vescovi di Luni. Da questo momento iniziarono i "Secoli Bui", durante i quali i commerci cessarono del tutto, i mari si riempirono di pirati e con i continui saccheggi l'economia collassò.
Il commercio del marmo e il riavvio delle cave avvengono con la fine del Medioevo e l'inizio del Rinascimento. Il nuovo commercio inizia dal papato che vuole riportare Roma al suo antico splendore e dalle nobili casate fiorentine, genovesi e veneziane. Da quel momento in poi il commercio del marmo carrarino assume dimensioni europee, i blocchi e le statue vengono caricate dal nuovo porto sulle spiagge di Avenza con il metodo della "capra" o della "vetta" e inviate in tutta Europa. Questo metodo di carico viene utilizzato fino alla fine dell'Ottocento.
Un punto di svolta per il porto è il matrimonio della contessa di Massa Carrara, Maria Teresa Cybo, con il duca Ercole III d'Este di Reggio e Modena nel 1741 a Massa. La contessa possedeva anche le cave più prestigiose e un tratto di litorale di circa 12 chilometri. Il padre dello sposo, il duca Francesco III, incaricò l'ingegnere inglese Aschenden di costruire un grande bacino artificiale per il carico e lo scarico dei marmi e delle merci.
Nel 1851 l'industriale Walton, proprietario di una società all'avanguardia nella tecnologia della lavorazione e nello scavo del marmo, costruisce sulla costa il primo pontile di caricamento per il marmo. Nel 1871 viene costruito il secondo pontile e nel 1880 viene costruito il terzo. La rapidità nella costruzione di altri due pontili è la conseguenza della richiesta dei blocchi di marmo e lavorato che si sta allargando su scala mondiale. Il collegamento tra le cave e il porto avveniva tramite binari, tutti i pontili erano percorsi da binari dove un locomotore trasporta i blocchi di marmo e le statue dalle cave al mare.
Il porto grazie alle numerose richieste di marmo diventa, insieme alle cave, una delle massime fonti di lavoro per la popolazione carrarese. Purtroppo gli operai del porto, come i cavatori sulle montagne, lavorano in condizioni climatiche anche estreme per una paga misera, la "busca". Da questo termine dialettale deriva la parola "Buscaiol" che è anche il modo in cui sono conosciuti gli operai portuali addetti al carico e scarico delle merci. Questa continua richiesta di marmo porta a parlare molto velocemente, anche se i pontili sono costruiti da poco, di un porto artificiale che permetta di far crescere ulteriormente le quantità di carico e scarico delle merci e che permetta nei giorni di pioggia o tempesta di facilitare il lavoro per gli operai.
Solo nel 1922, grazie al Ministero dei Lavori Pubblici, viene dato il via ai lavori finali di realizzazione del porto di Marina di Carrara. I lavori procedono lentamente e circa nel 1942 vengono ultimati per essere subito distrutti dalla Seconda Guerra Mondiale. Nel dopoguerra riprendono subito i lavori di ricostruzione del porto grazie allo sforzo e all'impulso della Compagnia dei Lavoratori Portuali.
Nel 1954 finalmente il porto, con la costruzione delle banchine di ponente e di levante, entra in funzione come lo conosciamo oggi.

## Caratteristiche commerciali
Il porto di Carrara ha rapporti commerciali con 85 porti di 48 nazioni sparsi nel mondo. Ha linee di collegamento con molti paesi del Mar Mediterraneo, Mar Nero, Mare del Nord, Mar Rosso, Estremo Oriente, Nord America, Sud America e Africa occidentale.
In riferimento ai prodotti lapidei si hanno importazioni di granito principalmente dall'India, dal Brasile, da alcune zone del Sud Africa e dal Nord Europa. Mentre i Marmi di Carrara già lavorati vengono imbarcati per essere destinati in tutto il Mondo, ma con particolare riferimento a Stati Uniti d'America, Estremo Oriente, Golfo Persico e Mar Rosso. Invece i Marmi grezzi da lavorare sono destinati principalmente in Nord Africa e in tutto il Mediterraneo.

## Caratteristiche strutturali
Il porto gode di una posizione geografica favorevole, visto che è vicino a nodi strategici per il traffico merci come Livorno, Genova e La Spezia. Il porto è situato a 1 km dal casello autostradale di Carrara e a 4 km dal casello di Massa, inoltre è a 6 km dallo scalo di Massa Zona Industriale e a 3 km dalla stazione di Carrara-Avenza. 

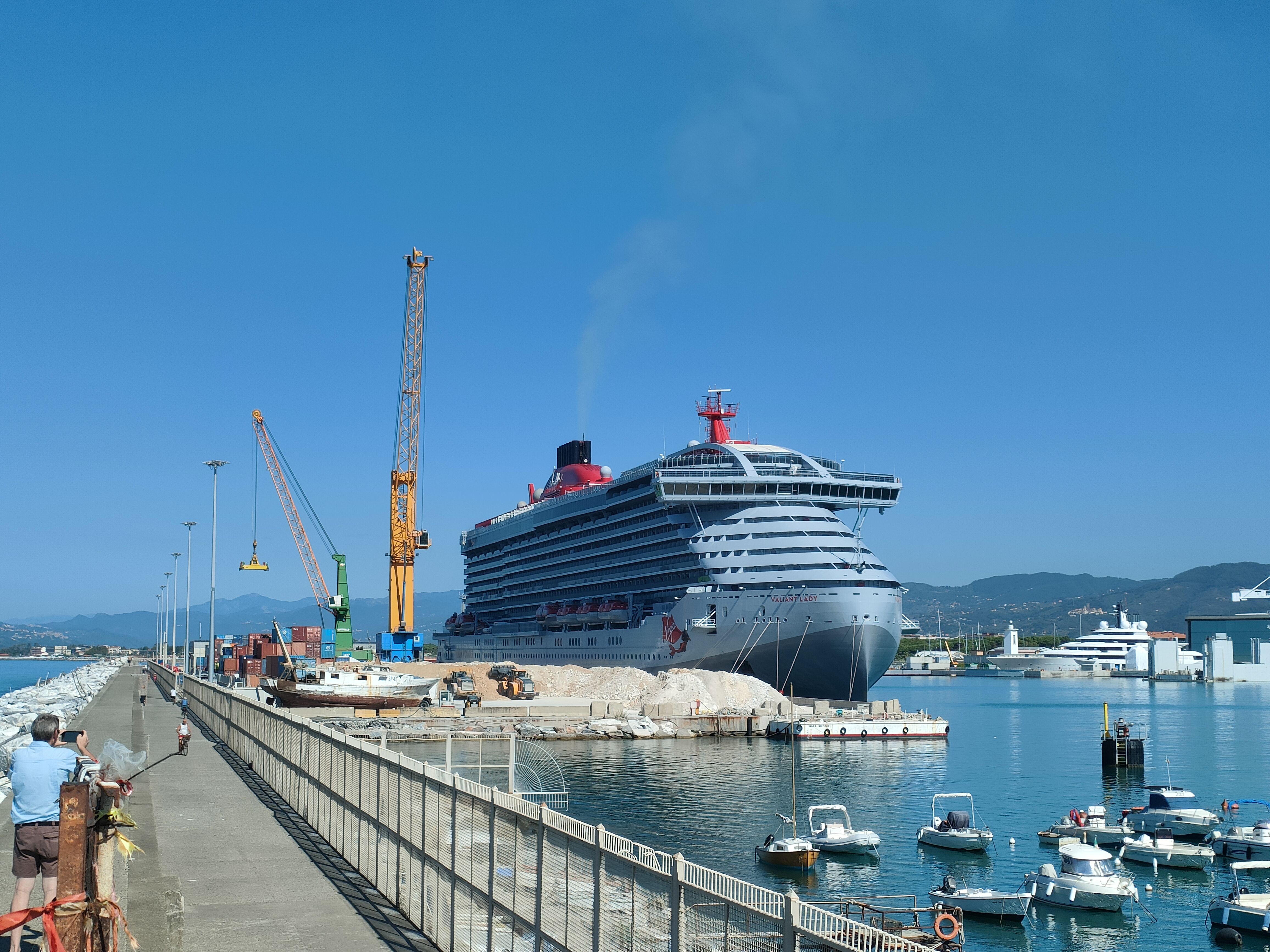
La Valiant Lady ospitata nel porto di Carrara

In totale, nel porto di Carrara ci sono 1.466 metri di banchine, 126.750 m² di piazzali operativi, 68.100 m² di piazzali per deposito merci e 5.300 m² di magazzini coperti interni alla struttura portuale. Per quanto riguarda il Centro Intermodale Retroportuale ci sono a disposizione 200.000 m² di superficie, 10.000 m² di magazzini coperti e un'officina attrezzata di 650 m².
Grazie a tutte queste strutture vengono ricevuti e avviati per destinazioni interne 300.000 tonnellate di merce proveniente dall'estero e 200.000 tonnellate di merce di provenienza interna vengono imbarcate sulle rotte per il commercio estero. Ogni anno tre milioni di tonnellate di merce vengono imbarcate e sbarcate. Basti pensare che nel 1995 sono state movimentate 3.628.570 tonnellate, questo è solo un esempio della crescita costante del porto negli ultimi cinquant'anni.
Lo scalo di Marina di Carrara, con i suoi 9,8 metri di fondale, può accogliere regolarmente navi di ultima generazione fino a 30.000 tonnellate di stazza. Dispone inoltre di un vasto parco di attrezzature per la movimentazione delle merci in grado di rendere le operazioni di scarico e carico merci molto rapide.
Alla radice del molo di ponente si trova il faro di Marina di Carrara che ne consente l'illuminazione notturna.
Per lo sviluppo dei servizi ferroviari è attiva la Società Ferroviaria Apuo Veneta.

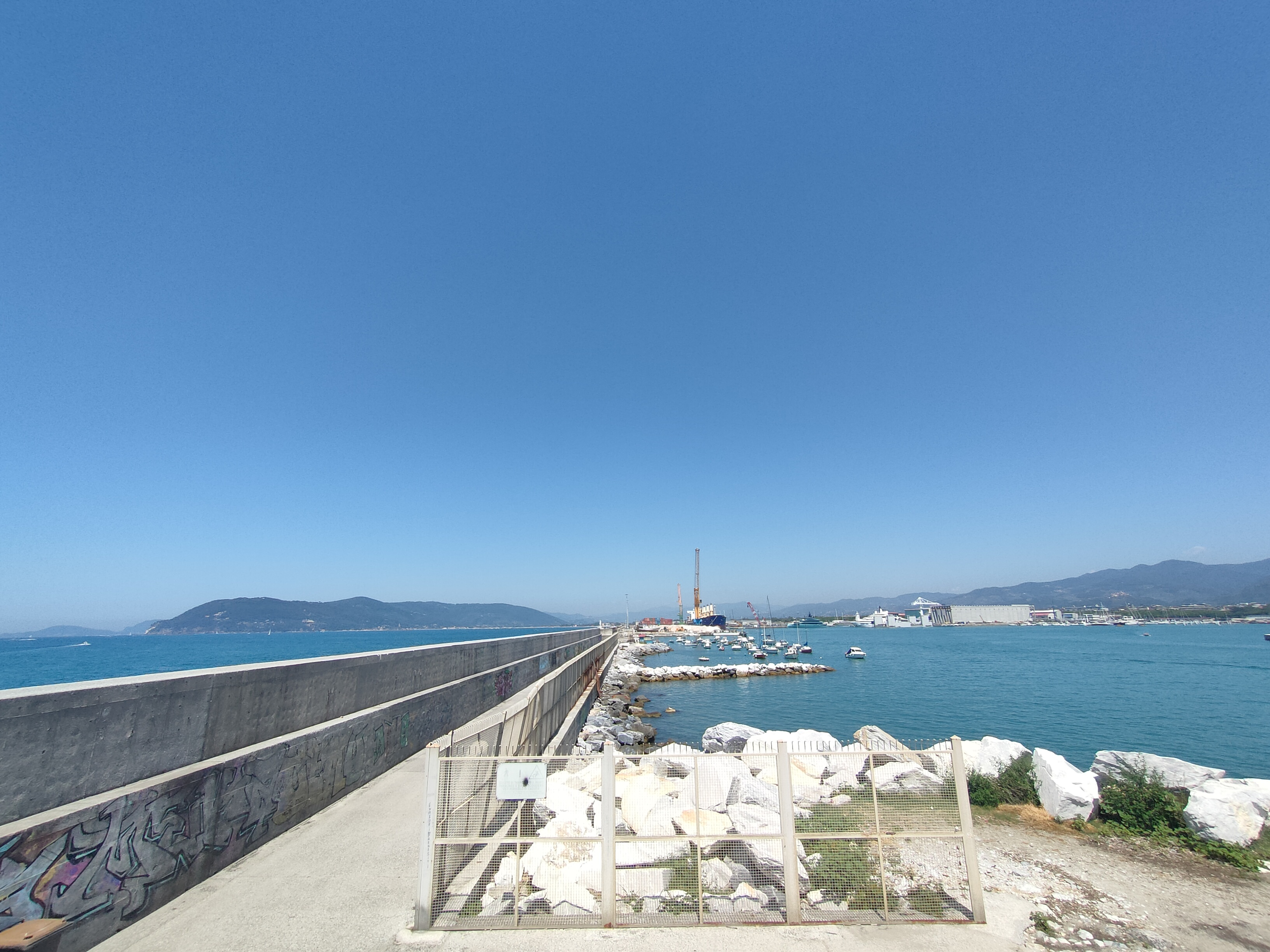
Veduta del porto dal faro

### Banchine
Il porto di Carrara dispone di un bacino portuale dotato di quattro banchine con un pescaggio di 9,8 m:
- Banchina Buscaiol

1. Lunghezza: 300 m
2. Larghezza: 100 m

- Banchina Taliercio

1. Lunghezza: 440 m
2. Larghezza: 75 m

- Banchina Chiesa

1. Lunghezza: 390 m
2. Larghezza: 65 m

- Banchina Fiorillo

1. Lunghezza: 500 m
2. Larghezza: 70 m

## Club Nautico

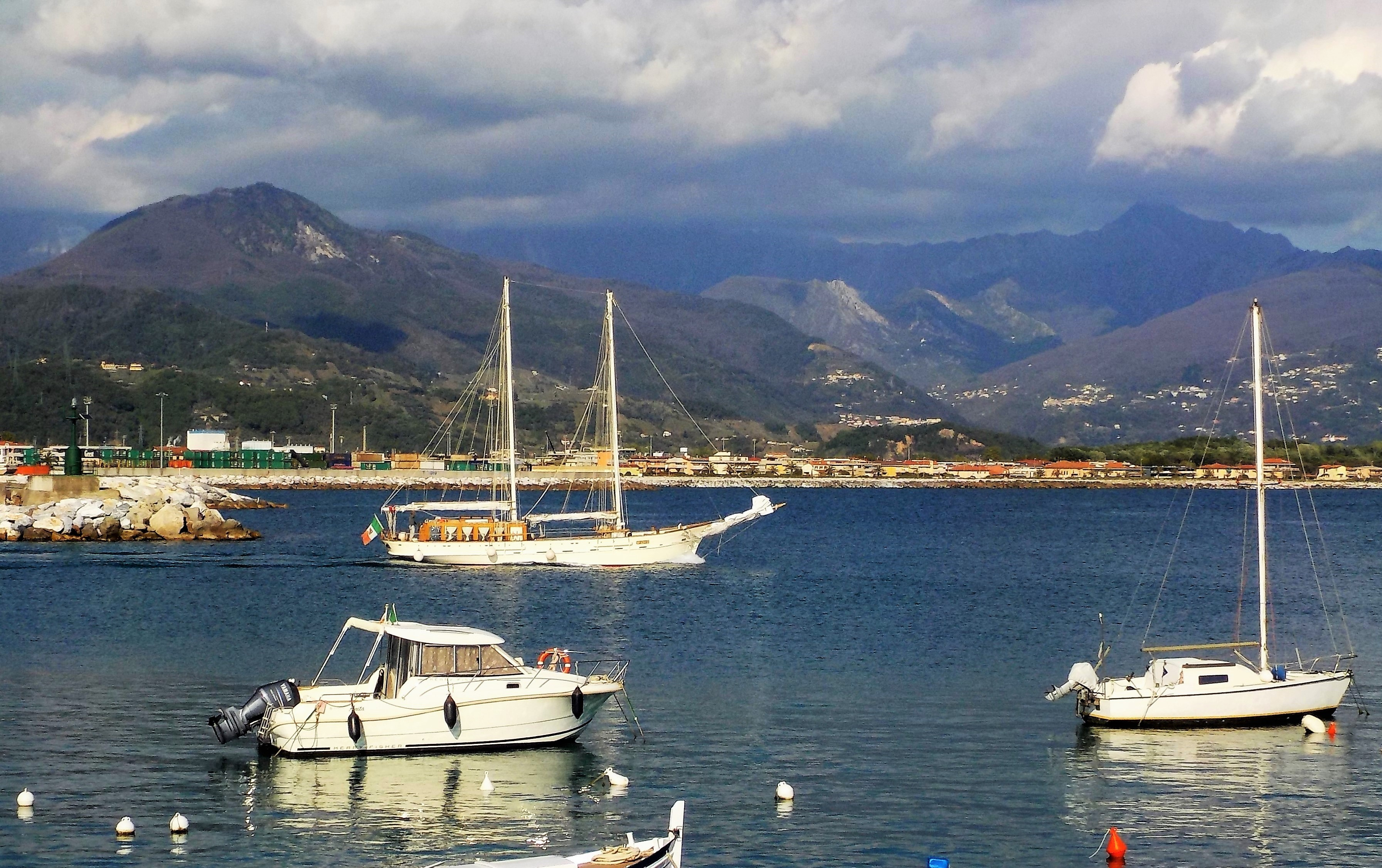

Il Club Nautico viene fondato nel 1953 da volontari che ottennero dal Demanio Marittimo una piccola parte di un pontile di caricamento danneggiato dai bombardamenti della guerra.
Con il lavoro di questi volontari nacque il Club Nautico Apuano, che in poco tempo ottenne numerose richieste di affiliazione da parte delle Federazioni Sportive riconosciute dal C.O.N.I. Così facendo iniziarono attività sportive ed agonistiche che in breve tempo portarono il Club Nautico a livello nazionale.
L'attività maggiore del Club Nautico era e resta la vela, che ha collezionato negli anni una serie di successi e ha prodotto diversi campioni anche a livello internazionale. Come i fratelli Chieffi, Gigi Croce, Gigi Saidelli e Luca Santella.
All'interno del club esistono anche attività come il tennis e il nuoto. Ogni anno il Club Nautico organizza manifestazioni sportive come: regate, tornei e meeting.
Il club gestisce inoltre 250 ormeggi di imbarcazioni da diporto ed è un punto di riferimento per una vasta attività di cantieristica nautica.

## Progetti futuri e sviluppo

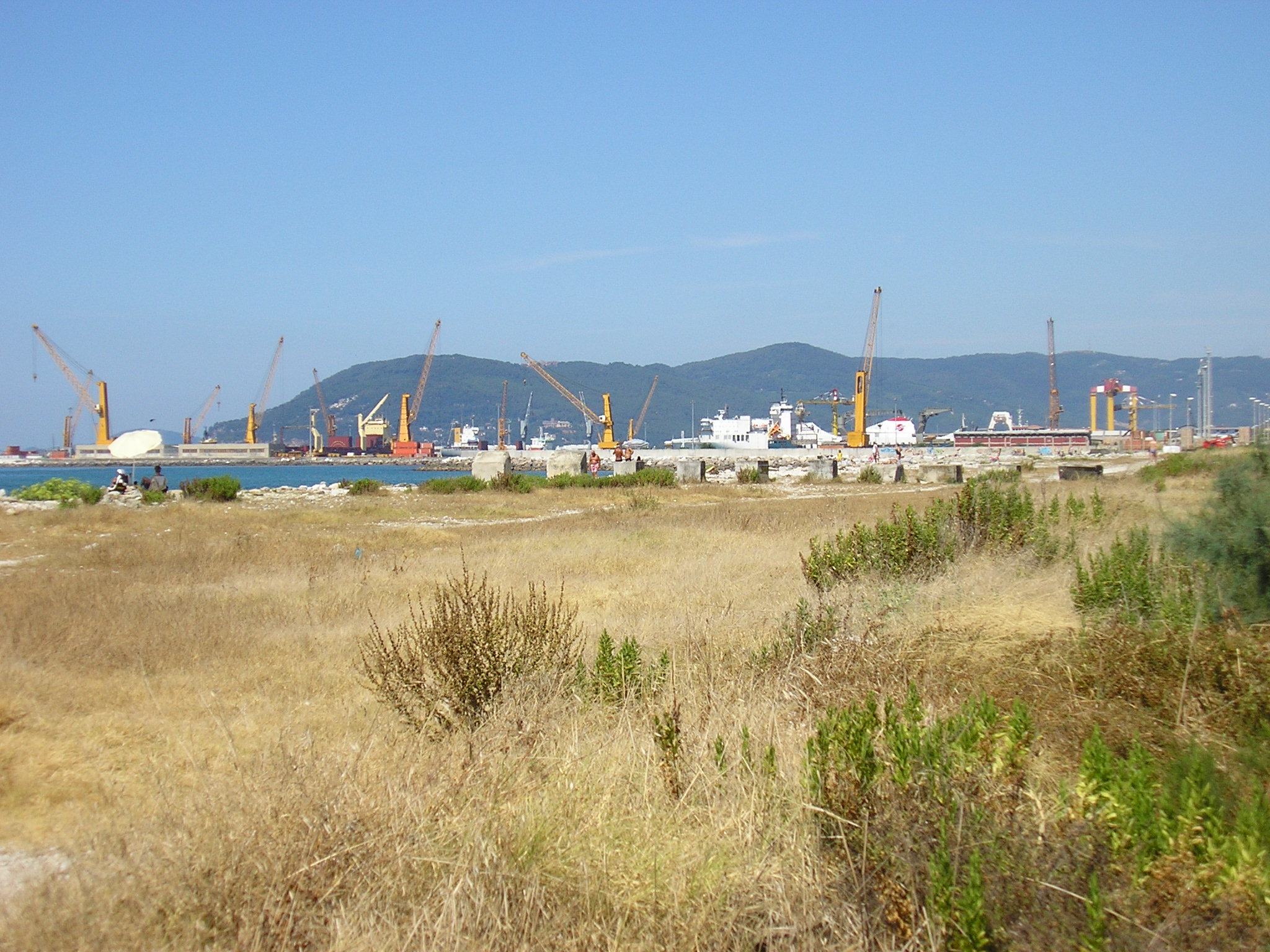
Veduta del porto nel 2008

Esiste un ampio progetto per tutta l'area portuale per adeguare tutte le componenti economiche e commerciali del porto. L'Autorità Portuale ha sviluppato un piano regolatore che prevede un nuovo bacino portuale con quattro ulteriori banchine.
Tra le quattro verrà costruita la Banchina Città di Massa con una lunghezza di 500 m, una larghezza di 200 m e un pescaggio di 10,5 m.
Inoltre verrà realizzata una Banchina Passeggeri adibita al transito dei passeggeri dei traghetti che fanno sbarco nel porto. Avrà una lunghezza di 320 m, una larghezza di 50 m e un pescaggio di 10,5 m.
Le altre due banchine saranno la Banchina di Cabotaggio, apposita agli yacht, e la Banchina N.C.A. utilizzabile solo dal cantiere.
Tutte le banchine, sia quelle esistenti che quelle nuove, avranno un pescaggio di 10,5 m. Il nuovo fronte d'accosto sarà di 1800 m e gli ormeggi del Club Nautico passeranno da 250 a 1400.
Ecco le altre modifiche del porto:
- si arriverà a 3.300 metri lineari totali di banchina
- cinque magazzini portuali per un'ampiezza complessiva di 25.000 m².
- una stazione marittima
- ampliamento del cantiere navale in grado di realizzare tre navi contemporaneamente
- piazzali portuali per complessivi 500.000 m².